# Krystyna Szokolai
Krystyna Szokolai (1971. szeptember 7. –) ausztrál nemzetközi női labdarúgó-játékvezető.

## Pályafutása
Játékvezetésből 1988-ban Melbourneben vizsgázott. Az FFA Játékvezető Bizottságának (JB) minősítésével A-League játékvezetője. Küldési gyakorlat szerint rendszeres 4. bírói szolgálatot is végzett. A nemzeti női labdarúgó bajnokságban kiemelkedően foglalkoztatott bíró. A nemzeti játékvezetéstől 2009-ben visszavonult.
Az Ausztrál labdarúgó-szövetség JB terjesztette fel nemzetközi játékvezetőnek, a Nemzetközi Labdarúgó-szövetség (FIFA) 1999-től (tartotta) tartja nyilván női bírói keretében. A FIFA JB központi nyelvei közül a angolt beszéli. A FIFA/AFC JB besorolása szerint 1. osztályú bíró. Több nemzetek közötti válogatott (Női labdarúgó-világbajnokság, Olimpiai játékok), valamint klubmérkőzést vezetett, vagy működő társának 4. bíróként segített. A  nemzetközi játékvezetéstől 2009-ben búcsúzott.
A  2002-es U19-es női labdarúgó-világbajnokságon a FIFA JB bíróként alkalmazta.
| Időpont             | Helyszín                       | Mérkőzés típusa              | Mérkőzés                                        | Eredmény | Nézők száma |
| ------------------- | ------------------------------ | ---------------------------- | ----------------------------------------------- | -------- | ----------- |
| 2002. augusztus 18. | Commonwealth Stadion, Edmonton | csoportmérkőzés (A. csoport) | Kanada–Dánia                                    | 3 – 2    | 25 000      |
| 2002. augusztus 22. | Commonwealth Stadion, Edmonton | csoportmérkőzés (A. csoport) | Nigéria–Kanadai U19-es női labdarúgó-válogatott | 0 – 2    | 15 803      |
| 2002. augusztus 29. | Commonwealth Stadion, Edmonton | egyik elődöntő               | Egyesült Államok–Németország                    | 4 – 1    | 10 000      |

A 2004. évi nyári olimpiai játékok női labdarúgó tornáján a FIFA JB bírói szolgálatra alkalmazta.
| Időpont             | Helyszín                    | Mérkőzés típusa              | Mérkőzés                                                 | Eredmény | Nézők száma |
| ------------------- | --------------------------- | ---------------------------- | -------------------------------------------------------- | -------- | ----------- |
| 2004. augusztus 17. | Karaiskaki Stadion, Pireusz | csoportmérkőzés (F. csoport) | Németország–Mexikó                                       | 2 – 0    | 26 338      |
| 2004. augusztus 22. | Pankritio Stadion, Iráklio  | egyik elődöntő               | Német női labdarúgó-válogatott–Amerikai Egyesült Államok | 1 – 2    | 5165        |

Aktív pályafutását befejezve a FIFA JB és az AFC JB instruktora (oktatója), nemzetközi ellenőre.